# Ковтуненко Анатолій Олександрович
Анат́олій Ковтун́енко Олекс́андрович (нар. 22 липня 1920, с-ще Жовта Ріка, Дніпропетровська область — 5 жовтня 1992, Баку) — український радянський літературознавець та літературний критик. Кандидат філологічних наук (1958).

## Життєпис
Анатолій Ковтуненко брав участь у Другій світовій війні та був нагороджений бойовими нагородами.
Закінчив Об'єднаний український державний університет у місті Кзил-Орда (Казахстан) у 1942 році.
У 1947—1954 роках працював викладачем, пізніше завідувачем відділу української мови та літератури у Глухівському учительському інституті. З 1956 по 1981 рік працював співробітником Інституту літератури ім. Т. Г. Шевченка АН УРСР.
Восени 1992 року Ковтуненко разом з дружиною поїхав на гостини до свого фронтового товариша, що мешкав у Баку, де раптово помер. Був похований в Баку, оскільки транспортування тіла до Києва було неможливим.

### Наукова діяльність
Анатолій Ковтуненко досліджував історію української літератури, творчість Петра Панча. Разом із Владленом Власенком видав праці «Робітничий клас в українській радянській прозі 20–30-х рр.» (1960), «Людина і труд: тема соціалістичної праці в українській радянській прозі» (1964), «Володар світу» (1965).
\Автор монографій «Література дружби та єднання» (1972), «Етапи великого шляху. Керівна роль КПРС у становленні і розвитку української радянської літератури» (1978), «На передових рубежах епохи: Керівна роль КПРС у розвитку української радянської літератури 1941–77» (1979). Також був автором розділів у книгах «Історія української радянської літератури» (1957; 1964), «Історія української літератури» (у 8-ми т., 1970, т. 6; 1971, т. 7), «Історія української літератури» (1988, у 2-х т.).
Підготував передмову та примітки до повісті «В степах» Сави Божка (1986).
Усі згадані книжки вийшли друком у місті Київ.

## Участь у політичних репресіях
Анатолій Ковтуненко написав рецензію на збірку «Крик із могили» поета-дисидента Миколи Холодного, який був заарештований 1972 року за «антирадянську пропаганду». Василь Стус так проаналізував рецензію Ковтуненка: 
| У дусі критиків-головорізів писав кандидат наук А. Ковтуненко, рецензуючи для КГБ збірку "Крик з могили": "В деяких віршах Холодний видає себе уболівальником за народ, але "його" народ — це щось абстрактне і невловиме. А справжній трудовий народ, радянських людей він ненавидить і пише про них з презирством і зневагою". "Холодний плекає надії на буржуазно-націоналістичне відродження України, виношує бредові ідеї збройного повстання проти існуючого ладу, помсти трудящим за їхню відданість соціалістичній Вітчизні".[2] |
Висловлюючись загалом про діяльність Ковтуненка й подібних до нього авторів рецензій на твори дисидентів, Стус зазначав, що «їх рецензії з відверто поліційними, кровожерними заявами. Гадаю, що їхня вина в проведенні масових репресій така сама, як і штатних кагебістів. Вони такі самі душогуби, як слідчі і судді».

## Особисте життя
Анатолій Ковтуненко був одружений. Мешкав у Києві на Академмістечку на вулиці Академіка Доброхотова, 4. Був однокурсником, близьким товаришем і колегою по Інституту літератури літературознавця Арсена Каспрука.

## Джерело
- М. В. Мезенцева. Ковтуненко Анатолій Олександрович // Енциклопедія Сучасної України: електронна версія / гол. редкол.: І. М. Дзюба, А. І. Жуковський, М. Г. Железняк та ін.; НАН України, НТШ. Київ: Інститут енциклопедичних досліджень НАН України [Архівовано 12 Квітня 2021 у Wayback Machine.]